# Atletica leggera maschile ai Giochi della XXI Olimpiade
Ai Giochi della XXI Olimpiade di Montréal 1976  sono stati assegnati 23 titoli nell'atletica leggera maschile.

## Calendario
| Gare         |            |              |             |   |              |                         |                         |                   |    |    |  |
| 100 m        | 100 m      | 200 m        | 200 m       |   |              |                         | Staffetta 4x100 m       | Staffetta 4x100 m | 23 |    |  |
|              |            |              | 400 m       |   | 400 m        | 400 m                   | Staffetta 4x400 m       | Staffetta 4x400 m | 23 |    |  |
| 400 m ost.   | 400 m ost. | 400 m ost.   | 110 m ost.  |   | 110 m ost.   |                         |                         |                   | 23 |    |  |
| 800 m        | 800 m      | 800 m        |             |   |              | 1500 m                  | 1500 m                  | 1500 m            | 23 |    |  |
| 10.000 m     |            |              | 10.000 m    |   | 5000 m       |                         | 5000 m                  | Maratona          | 23 |    |  |
| Marcia 20 km |            | 3000 m siepi |             |   | 3000 m siepi |                         |                         |                   | 23 |    |  |
|              | Asta       |              | Asta        |   | Lungo        | Lungo                   | Alto                    | Alto              | 23 |    |  |
|              | Disco      | Disco        | Martello    |   | Martello     | Triplo                  | Triplo                  |                   | 23 |    |  |
| Peso         | Peso       | Giavellotto  | Giavellotto |   |              |                         |                         |                   | 23 |    |  |
|              |            |              |             |   |              | Decathlon (1ª giornata) | Decathlon (2ª giornata) |                   | 23 |    |  |
|              |            |              |             |   |              |                         |                         |                   |    |    |  |
| Titoli       | 1          | 2            | 3           | 4 | -            | 3                       | 2                       | 3                 | 5  | 23 |  |

|  | Qualificazioni |  | Finali |

Il totale delle gare fa 23 perché non si disputa la prova di 50 km di marcia.

Viene confermato l'inserimento di un giorno di riposo a metà del programma. A Monaco ne risentivano due corse (400 metri piani e 110 m ostacoli). A Montréal è peggio poiché si aggiungono i 3000 m siepi:
- 400 metri piani: il giorno di riposo si interpone tra quarti e semifinali. La competizione dura in tutto quattro giorni;
- 110 ostacoli: il giorno di riposo si interpone tra semifinali e finale.
- 3000 m siepi: tra batterie e finale passano ben tre giorni;

Nel calendario dei concorsi la “vittima” è il Martello: il giorno di riposo spezza qualificazioni e finale. Curiosamente era stato così anche a Monaco.
Nella prima parte del programma vengono assegnati 10 titoli, nella seconda parte 13.

## Nuovi record
I cinque record mondiali sono, per definizione, anche record olimpici.
| Non sono inclusi nel programma |          | 50 km di marcia                                   |
| Nuovo record mondiale in       | 5 prove: | 800 m, 400 h, 3000 siepi, Giavellotto, Decathlon. |
| Nuovo record olimpico in altre | 5 prove: | Marcia 20 km, Alto, Asta, Disco e Martello.       |

## Risultati delle gare
| Specialità | Oro                                                                  | Risultato | Argento                                                                      | Risultato | Bronzo                                                                           | Risultato | Dettagli            |
| --- | -------------------------------------------------------------------- | --------- | ---------------------------------------------------------------------------- | --------- | -------------------------------------------------------------------------------- | --------- | ------------------- |
| 100 m | Hasely Crawford                                                      | 10"06     | Don Quarrie                                                                  | 10"08     | Valerij Borzov                                                                   | 10"14     | Classifica completa |
| 200 m | Don Quarrie                                                          | 20"23     | Millard Hampton                                                              | 20"29     | Dwayne Evans                                                                     | 20"43     | Classifica completa |
| 400 m | Alberto Juantorena                                                   | 44"26     | Fred Newhouse                                                                | 44"40     | Herman Frazier                                                                   | 44"95     | Classifica completa |
| 800 m | Alberto Juantorena                                                   | 1'43"50   | Ivo Van Damme                                                                | 1'43"86   | Rick Wohlhuter                                                                   | 1'44"12   | Classifica completa |
| 1.500 m | John Walker                                                          | 3'39"17   | Ivo Van Damme                                                                | 3'39"27   | Paul-Heinz Wellmann                                                              | 3'39"33   | Classifica completa |
| 5.000 m | Lasse Virén                                                          | 13'24"76  | Dick Quax                                                                    | 13'25"16  | Klaus-Peter Hildenbrand                                                          | 13'25"38  | Classifica completa |
| 10.000 m | Lasse Virén                                                          | 27'40"38  | Carlos Lopes                                                                 | 27'45"17  | Brendan Foster                                                                   | 27'54"92  | Classifica completa |
| 3.000 m siepi | Anders Gärderud                                                      | 8'08"02   | Bronisław Malinowski                                                         | 8'09"11   | Frank Baumgartl                                                                  | 8'10"36   | Classifica completa |
| 110 m ostacoli | Guy Drut                                                             | 13"30     | Alejandro Casañas                                                            | 13"33     | Willie Davenport                                                                 | 13"38     | Classifica completa |
| 400 m ostacoli | Edwin Moses                                                          | 47"64     | Michael Shine                                                                | 48"69     | Evgenij Gavrilenko                                                               | 49"45     | Classifica completa |
| Maratona | Waldemar Cierpinski                                                  | 2h09'55"0 | Frank Shorter                                                                | 2h10'45"8 | Karel Lismont                                                                    | 2h11'12"6 | Classifica completa |
| Marcia 20 km | Daniel Bautista                                                      | 1h24'40"4 | Hans Reimann                                                                 | 1h25'13"7 | Peter Frenkel                                                                    | 1h25'29"3 | Classifica completa |
| Salto in alto | Jacek Wszoła                                                         | 2,25 m    | Greg Joy                                                                     | 2,23 m    | Dwight Stones                                                                    | 2,21 m    | Classifica completa |
| Salto con l'asta | Tadeusz Ślusarski                                                    | 5,50 m    | Antti Kalliomäki                                                             | 5,50 m    | David Roberts                                                                    | 5,50 m    | Classifica completa |
| Salto in lungo | Arnie Robinson                                                       | 8,35 m    | Randy Williams                                                               | 8,11 m    | Frank Wartenberg                                                                 | 8,02 m    | Classifica completa |
| Salto triplo | Viktor Saneev                                                        | 17,29 m   | James Butts                                                                  | 17,18 m   | João Carlos de Oliveira                                                          | 16,90 m   | Classifica completa |
| Getto del peso | Udo Beyer                                                            | 21,05 m   | Evgenij Mironov                                                              | 21,03 m   | Aleksandr Baryšnikov                                                             | 21,00 m   | Classifica completa |
| Lancio del disco | Mac Wilkins                                                          | 67,50 m   | Wolfgang Schmidt                                                             | 66,22 m   | John Powell                                                                      | 65,70 m   | Classifica completa |
| Lancio del martello | Jurij Sedych                                                         | 77,52 m   | Aleksej Spiridonov                                                           | 76,08 m   | Anatolij Bondarčuk                                                               | 75,48 m   | Classifica completa |
| Lancio del giavellotto | Miklós Németh                                                        | 94,58 m   | Hannu Siitonen                                                               | 87,92 m   | Gheorghe Megelea                                                                 | 87,16 m   | Classifica completa |
| Decathlon | Bruce Jenner                                                         | 8.618 p.  | Guido Kratschmer                                                             | 8.411 p.  | Mykola Avilov                                                                    | 8.369 p.  | Classifica completa |
| Staffetta 4×100 m | Stati Uniti Harvey Glance Johnny Jones Millard Hampton Steve Riddick | 38"33     | Germania Est Manfred Kokot Jörg Pfeifer Klaus-Dieter Kurrat Alexander Thieme | 38"66     | Unione Sovietica Aleksandr Aksinin Nikolaj Kolesnikov Jurij Silov Valerij Borzov | 38"78     | Classifica completa |
| Staffetta 4×400 m | Stati Uniti Herman Frazier Benjamin Brown Fred Newhouse Maxie Parks  | 2'58"65   | Polonia Ryszard Podlas Jan Werner Zbigniew Jaremski Jerzy Pietrzyk           | 3'01"43   | Germania Ovest Franz-Peter Hofmeister Lothar Krieg Harald Schmid Bernd Herrmann  | 3'01"98   | Classifica completa |
| record mondiale; record olimpico; record mondiale stagionale; record africano; record asiatico; record europeo; record nord-centroamericano e caraibico; record sudamericano; record oceaniano; record nazionale; record personale; record personale stagionale. |                                                                      |           |                                                                              |           |                                                                                  |           |                     |

Statistiche
Dei 22 olimpionici vincitori delle gare individuali di Monaco, solo sette hanno lasciato l'attività agonistica. Però c'è il boicottaggio dei Paesi africani, che lascia a casa il campione dei 400 ostacoli. Inoltre il bicampione Borzov si presenta su una sola gara, Rodney Milburn (110 hs) è passato al professionismo e W. Komar (Peso) non è stato selezionato. Infine, il tedesco Kannenberg non può difendere il titolo sui 50 km di marcia perché la gara non è in programma. Rimangono dieci titoli, ovvero nove campioni (Lasse Virén ha conquistato due ori). Di essi, solo due riescono a confermarsi a Montréal: lo stesso Viren, che riconferma entrambi i titoli compiendo un'impresa, e Viktor Saneev. 

Sono cinque i primatisti mondiali che vincono la loro gara a Montréal: Don Quarrie (200 m) Guy Drut (110 hs), Anders Gärderud (siepi), Mac Wilkins (Disco) e Bruce Jenner (Decathlon).

Tra gli atleti che scendono in gara nessuno si presenta nella veste sia di campione in carica che di primatista mondiale.